# Ventrifossa saikaiensis
Ventrifossa saikaiensis är en fiskart som beskrevs av Okamura, 1984. Ventrifossa saikaiensis ingår i släktet Ventrifossa och familjen skolästfiskar. Inga underarter finns listade i Catalogue of Life.